# Knipowitschia radovici
Knipowitschia radovici — вид риби з родини Gobiidae. Прісноводна риба, що сягає 2,8 см довжиною. Є ендеміком Хорватії. Мешкає на глибинах до 6 м.